# Baraniszki (rejon postawski)
Baraniszki – dawna wieś. Tereny, na których była położona, leżą obecnie na Białorusi, w obwodzie witebskim, w rejonie postawskim, w sielsowiecie Kuropole.

## Historia
W czasach zaborów wieś włościańska w gminie Hoduciszki, w powiecie święciańskim, w guberni wileńskiej Imperium Rosyjskiego. W 1866 roku miała 11 dusz rewizyjnych. Należała do dóbr skarbowych Rokity. W 1905 roku liczyła 38 mieszkańców, 60 dziesięcin.
W latach 1921–1945 wieś leżała w Polsce, w województwie wileńskim, w powiecie święciańskim, w gminie Hoduciszki.
W 1931 w 8 domach zamieszkiwały 34 osoby.
Wierni należeli do parafii rzymskokatolickiej w Wasiewiczach. Miejscowość podlegała pod Sąd Grodzki w Hoduciszkach i Okręgowy w Wilnie; właściwy urząd pocztowy mieścił się w Hoduciszkach.